# وودلند، شهرستان واشینگتن، مین
وودلند (به انگلیسی: Woodland) یک منطقهٔ مسکونی در ایالات متحده آمریکا است که در شهرستان واشینگتن، مین واقع شده‌است. وودلند ۹۵۲ نفر جمعیت دارد.